# Dick Voorn
Dick "Cookie" Voorn (ur. 30 października 1948 w Uithoorn) – holenderski  trener piłkarski.
Drugi trener Borussii Dortmund od 1 lipca 2004 do 18 grudnia 2006. Współpracował z Bertem van Marwijkiem. Od roku 1978  pracował jako trener młodzieży, by w 2003 trafić wraz z van Marwijkiem do Fortuny Sittard. Pracował także przez rok w Feyenoordzie na stanowisku wyszukiwacza talentów.
Pseudonim "Cookie" (ciasteczko) zawdzięcza pracy w Fortunie Sittard, gdzie nazywali go tak piłkarze.